# Muzeum Ikon w Supraślu
Muzeum Ikon w Supraślu – oddział Muzeum Podlaskiego, utworzony na terenie prawosławnego monasteru w Supraślu, który ma ponad pięćsetletnią tradycję. W zbiorach Muzeum Podlaskiego jest ok. 1,2 tys. ikon. Duża część tego zbioru to ikony zatrzymane przez celników w czasie prób przemytu ich do Polski zza wschodniej granicy, które po zakończeniu postępowań sądowych zostały przekazane do muzeum.
Od lutego 2007 w Supraślu zainstalowana jest pierwsza stała ekspozycja – „Ikona. Obraz i słowo – między tym, co ulotne a wieczne”, obejmująca około 300 ikon, przedmiotów sakralnych i unikatowych fresków. Wystawa ma charakter multimedialny, eksponaty są wzbogacone o oprawę świetlną, obrazową i dźwiękową. To wszystko, podobnie jak dekoracje w każdej z 9 sal (nawiązujące m.in. do wnętrza cerkwi, pustelniczej pieczary czy też wiejskiej chaty, wprowadzić ma oglądających w kontemplacyjny nastrój i pomóc w zrozumieniu roli (nie tylko religijnej, ale też historycznej i obyczajowej) ikony w prawosławiu. Autorem koncepcji artystycznej jest dyrektor Muzeum Podlaskiego w Białymstoku Andrzej Lechowski. Autorem scenariusza – Krystyna Mazuruk.

## Zbiory

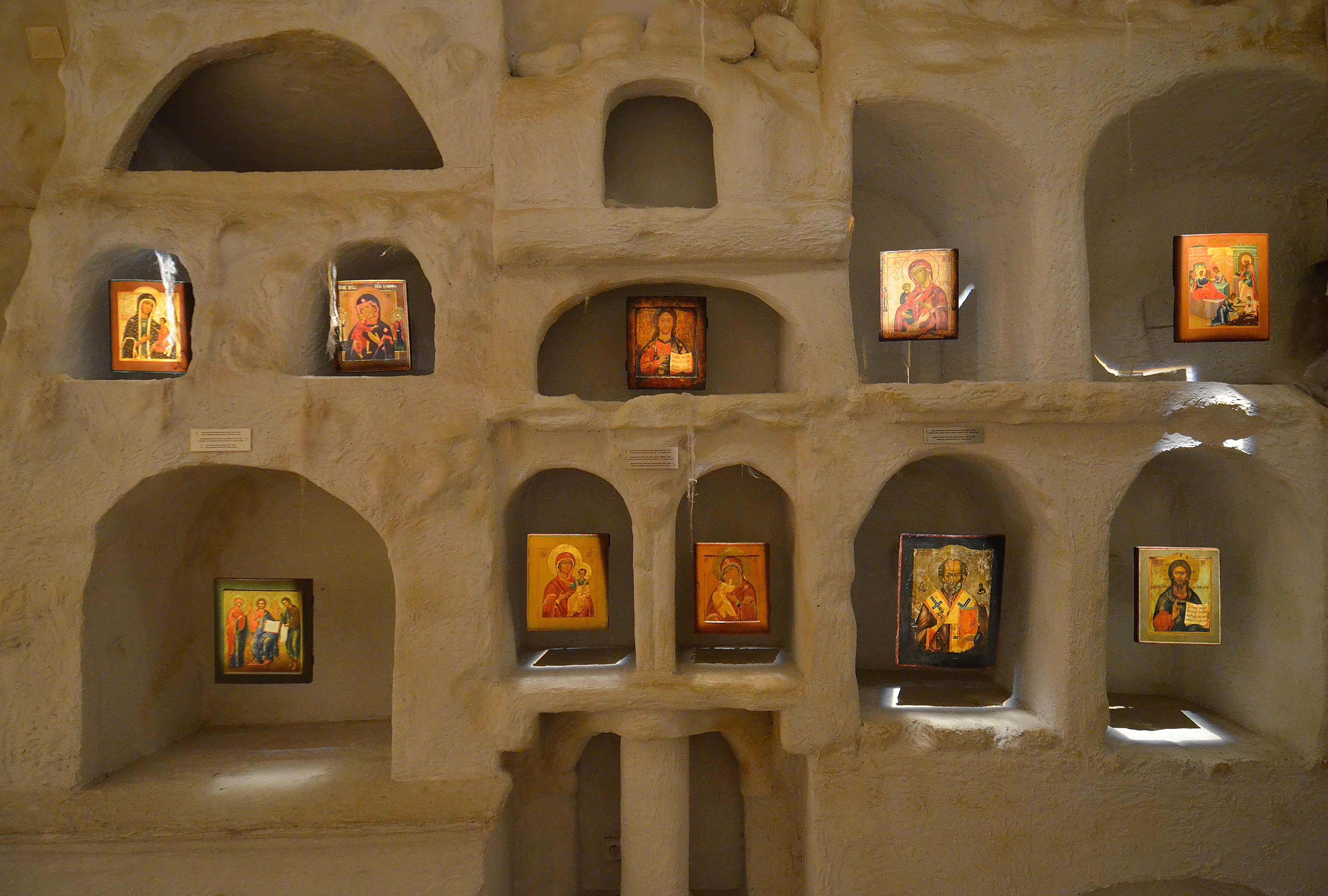
Ekspozycja w sali stylizowanej na pustelniczą pieczarę

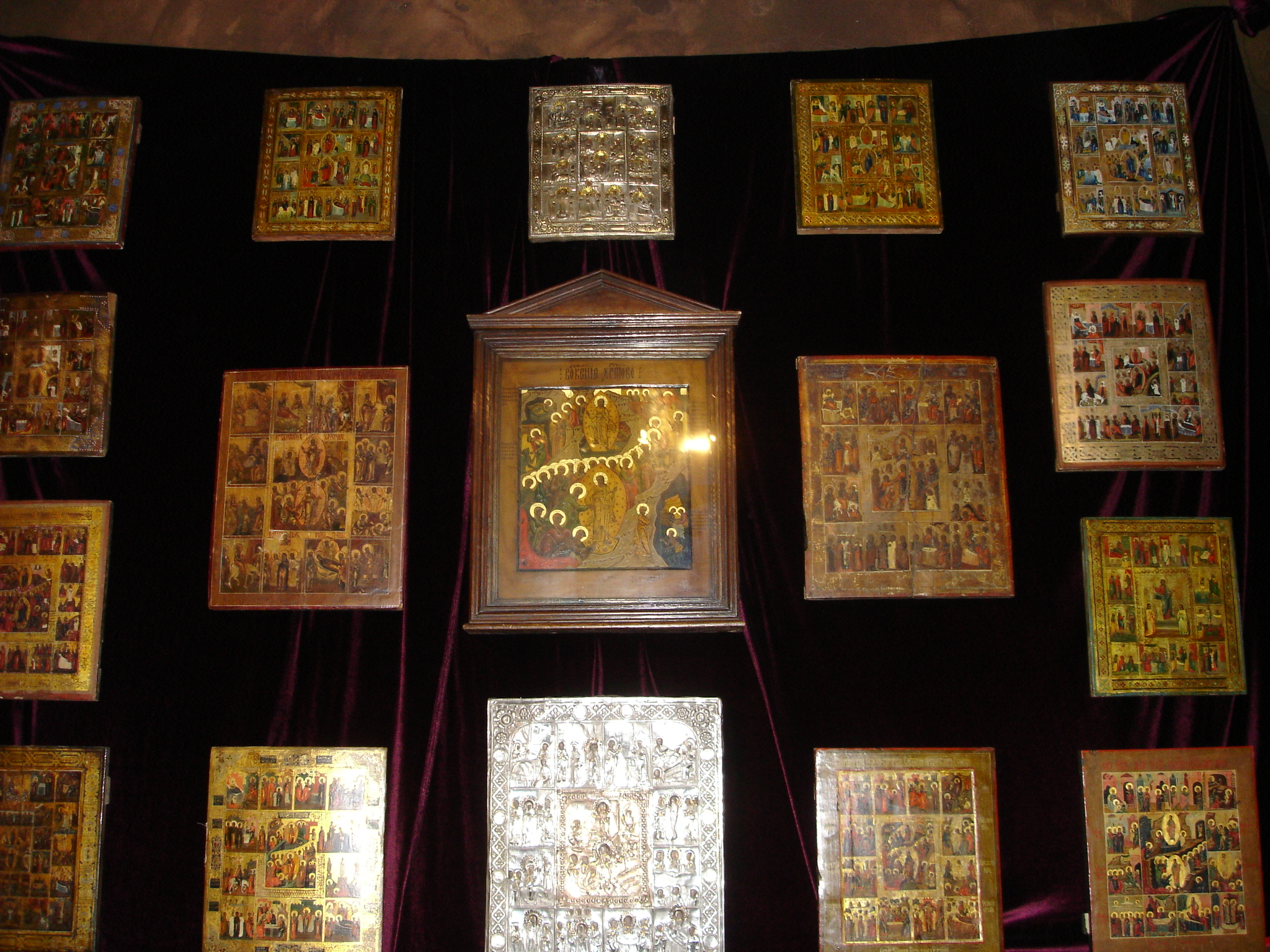
Ikony przedstawiające 12 głównych świąt liturgicznych

W muzeum obejrzeć można m.in. ikony związane z Chrystusem, Matką Boską, z 12 najważniejszymi świętami cerkiewnymi, ikony przedstawiające poszczególnych świętych (m.in. św. Mikołaj czy św. Jerzy). Najstarsze z prezentowanych ikon pochodzą z XVIII wieku, muzeum zabiega o to, aby w przyszłości stałą ekspozycję wzbogacić o starsze ikony. Zwiedzający mogą też zobaczyć mnicha piszącego ikony w swojej celi, przydrożną kapliczkę (w niej pierwszą ikonę w zbiorach białostockiego muzeum, podarowaną placówce przez osobę prywatną w 1966), a nawet tzw. „święty kąt”, czyli domowy ołtarzyk z ikoną, umieszczony w witrynie oryginalnego okna, pochodzącego z jednego ze starych domów na Podlasiu. Oddzielnie prezentowane są unikatowe, XVI-wieczne supraskie freski, uratowane po II wojnie światowej z udziałem m.in. Michała Bałasza, dzięki którym oglądający mogą zapoznać się z historią klasztoru w Supraślu. W czasie zwiedzania widzowie obejrzą trzy filmy: o pisaniu ikon, historii supraskiego klasztoru oraz o cerkwiach na Podlasiu.
Dodatkową prezentację przygotowano w pomieszczeniach, gdzie każdy będzie mógł spróbować swych sił w pisaniu ikon. W ramach działalności muzeum ma także prowadzić konserwację ikon, warsztaty edukacyjne i archiwizację zabytków kultury cerkiewnej.

## Historia
Pomysł utworzenia Muzeum Ikon w Supraślu zrodził się w 1998. Rok później Muzeum Podlaskie podpisało umowę z prawosławną diecezją białostocko-gdańską, dotyczącą m.in. dzierżawy pomieszczeń. Zabrakło jednak środków na remont kapitalny budynku (dawnego Pałacu Archimandrytów znajdującego się na terenie monasteru), który był w bardzo złym stanie technicznym. Pierwsze pieniądze, na remont dachów, przekazał Generalny Konserwator Zabytków. Po kilkuletnich staraniach z różnych źródeł udało się uzyskać środki na kapitalny remont pomieszczeń i przygotowanie wystawy.
Wszystkie prace, łącznie z przygotowaniem stałej multimedialnej ekspozycji, kosztowały dotąd 4,5 mln zł.

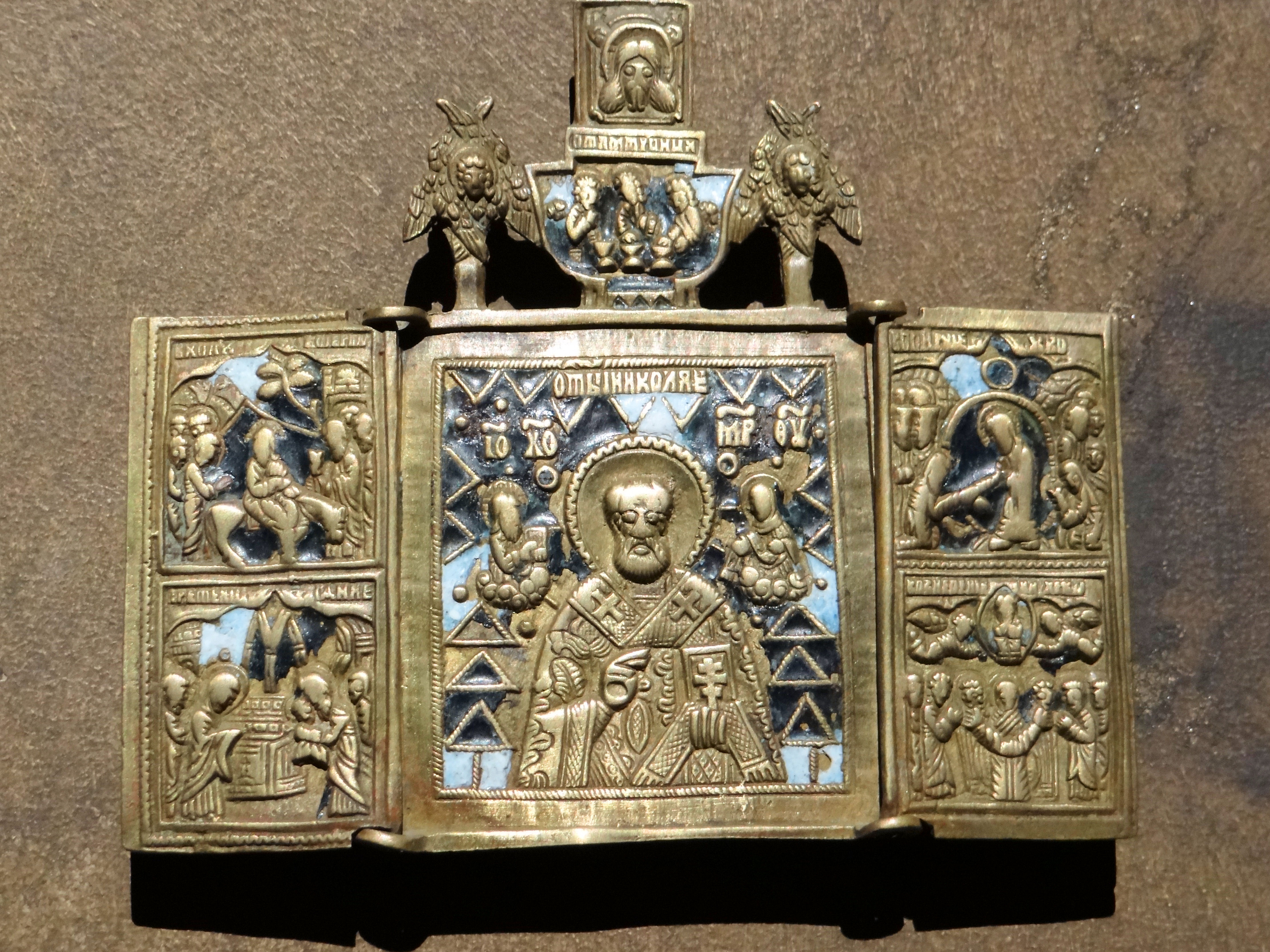
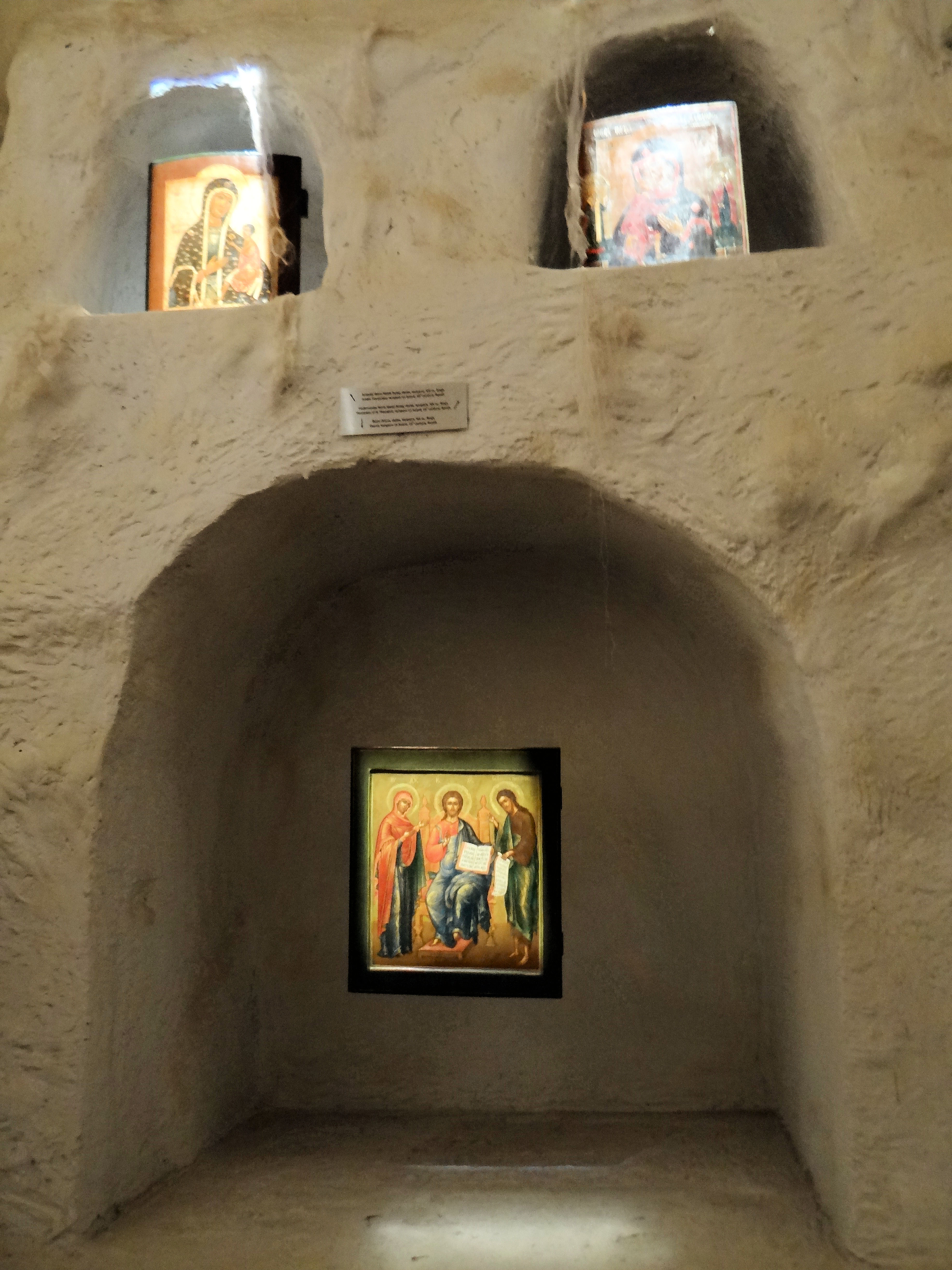
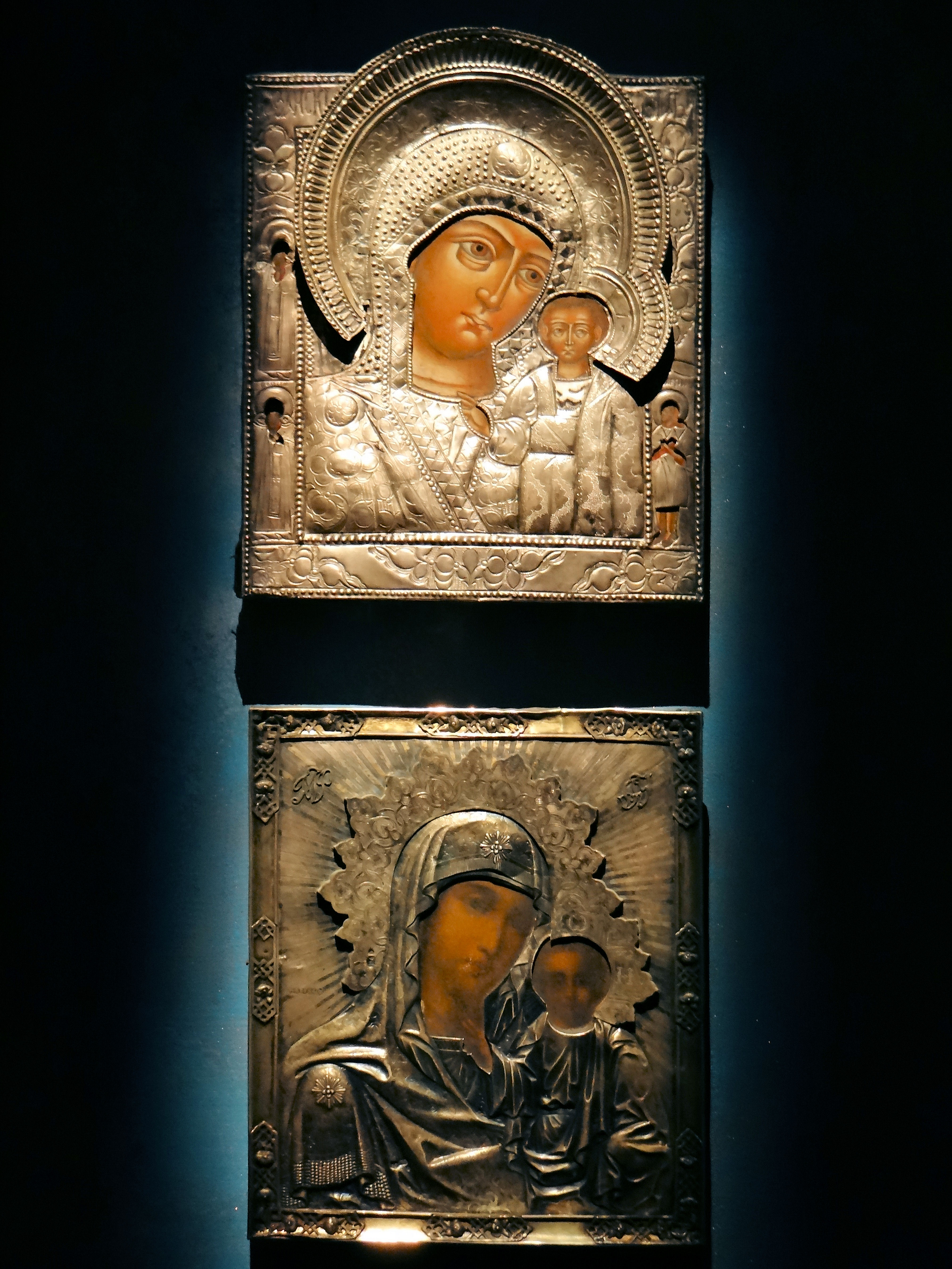
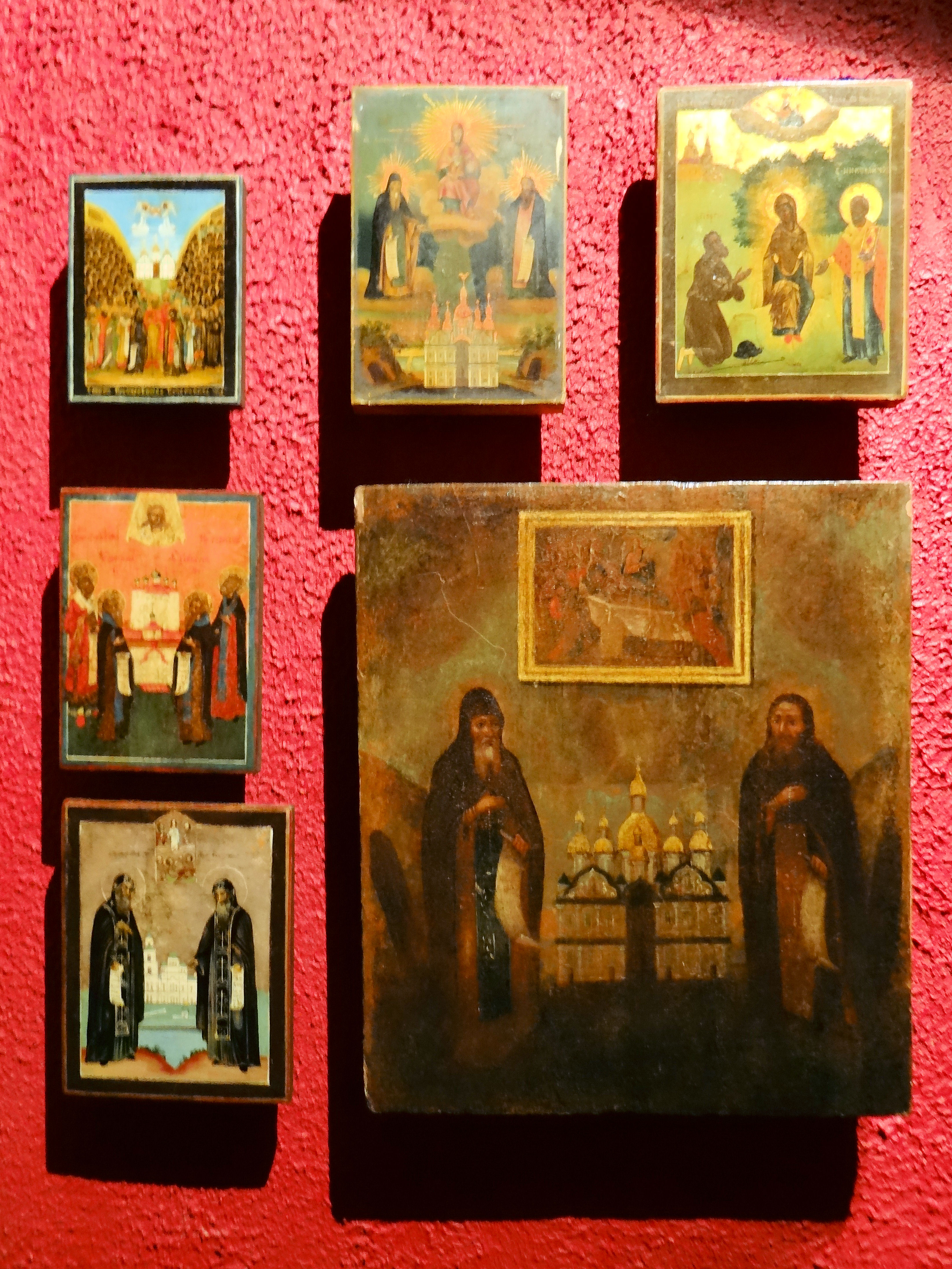
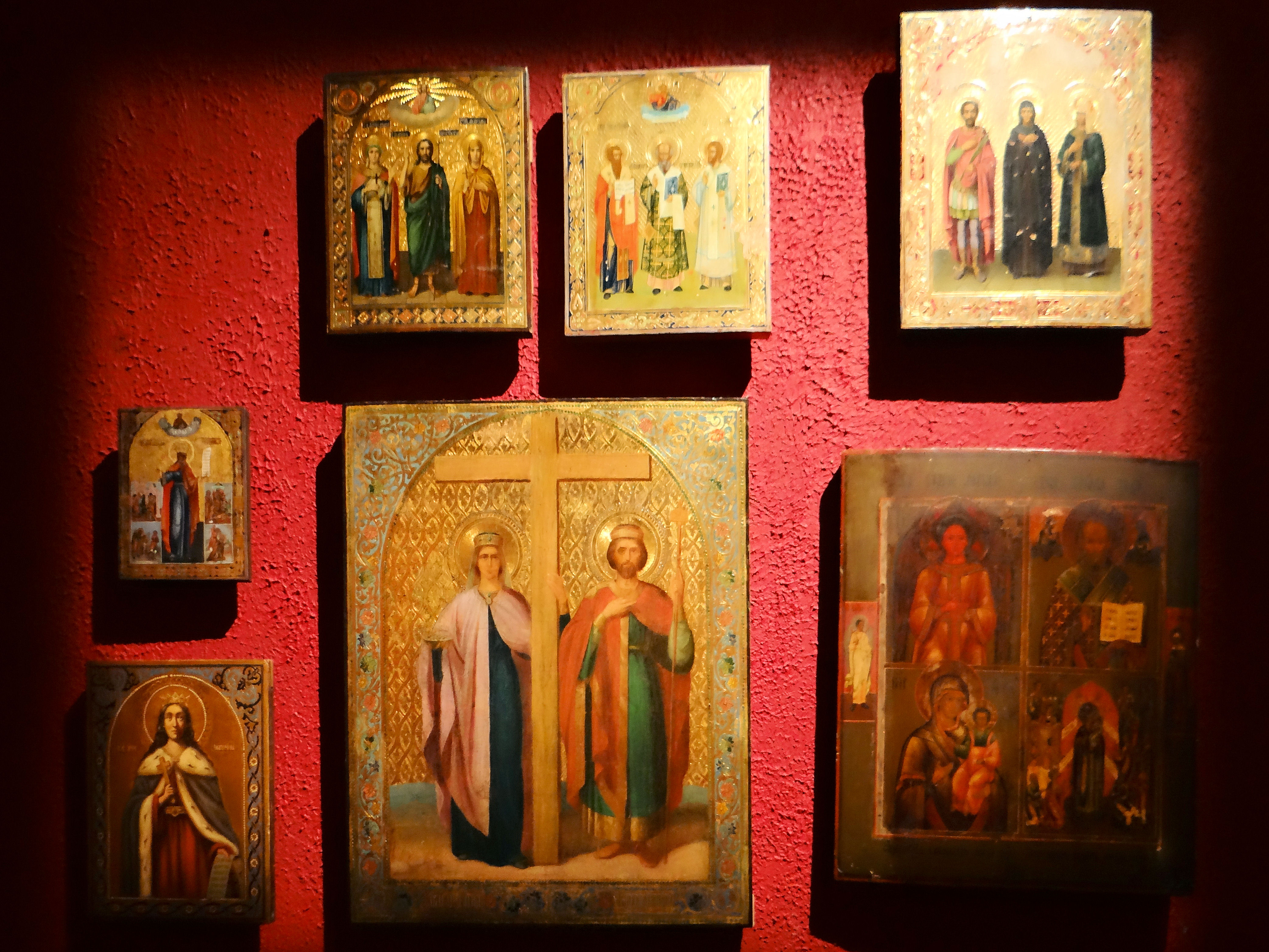
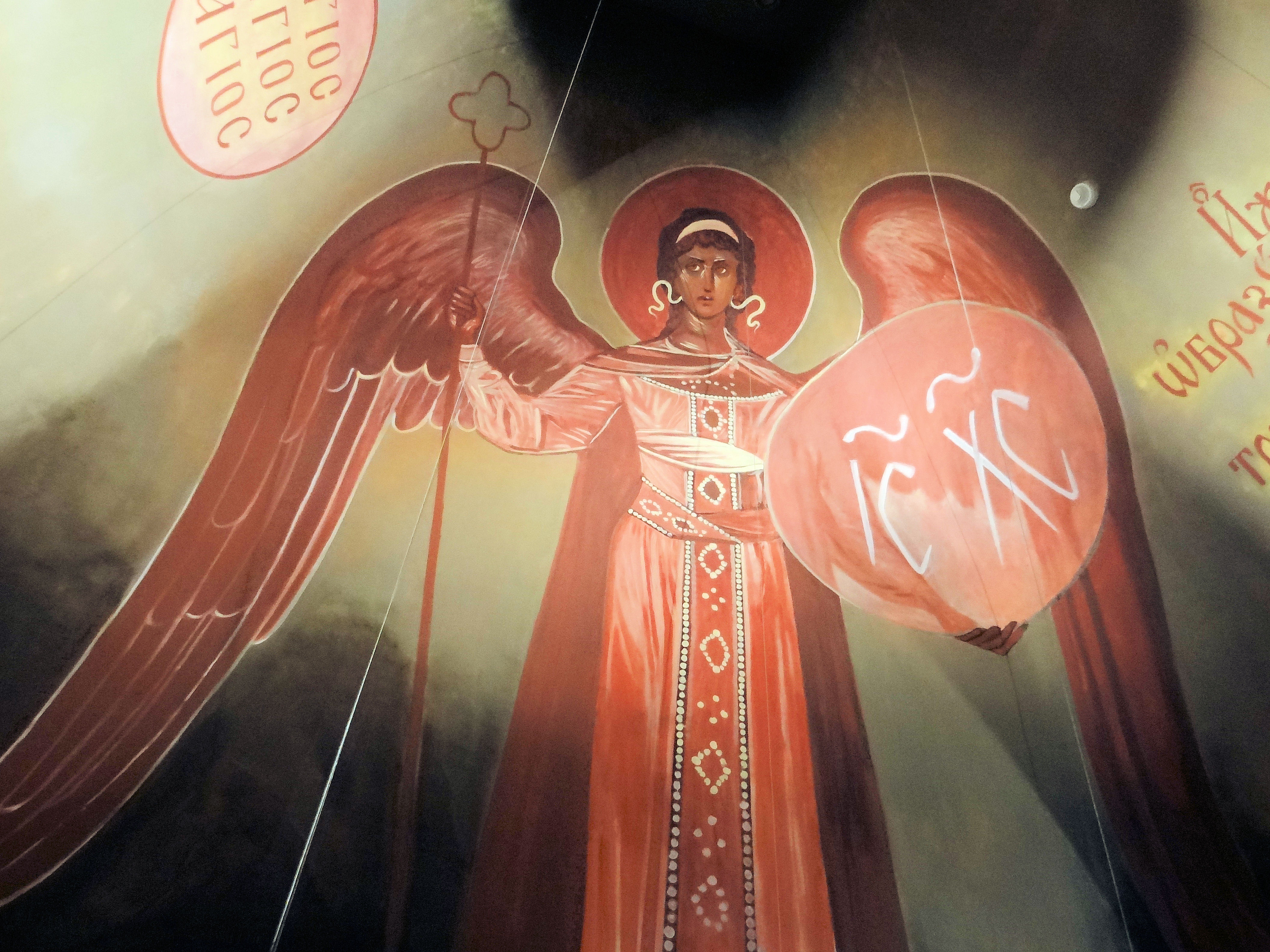
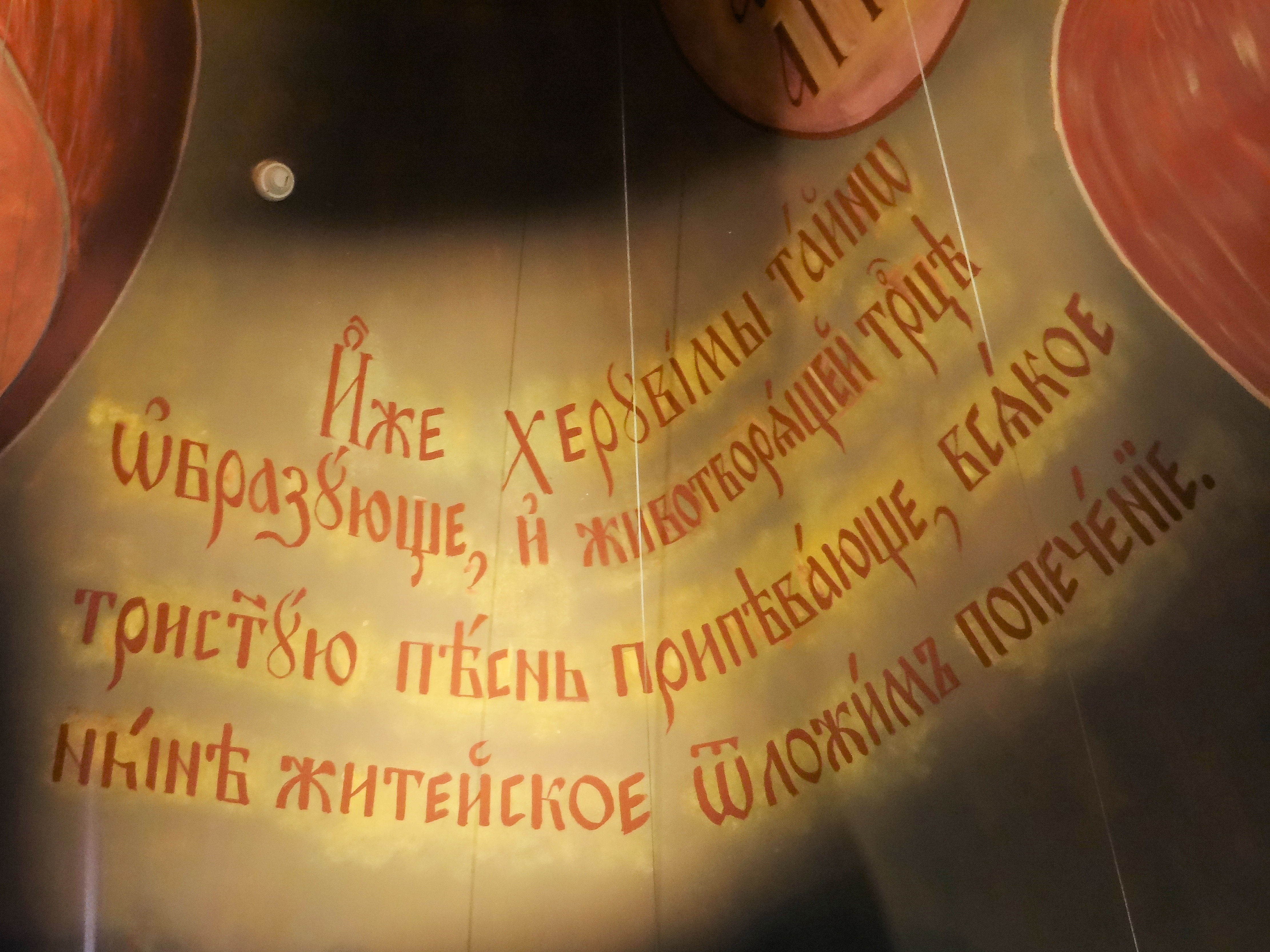
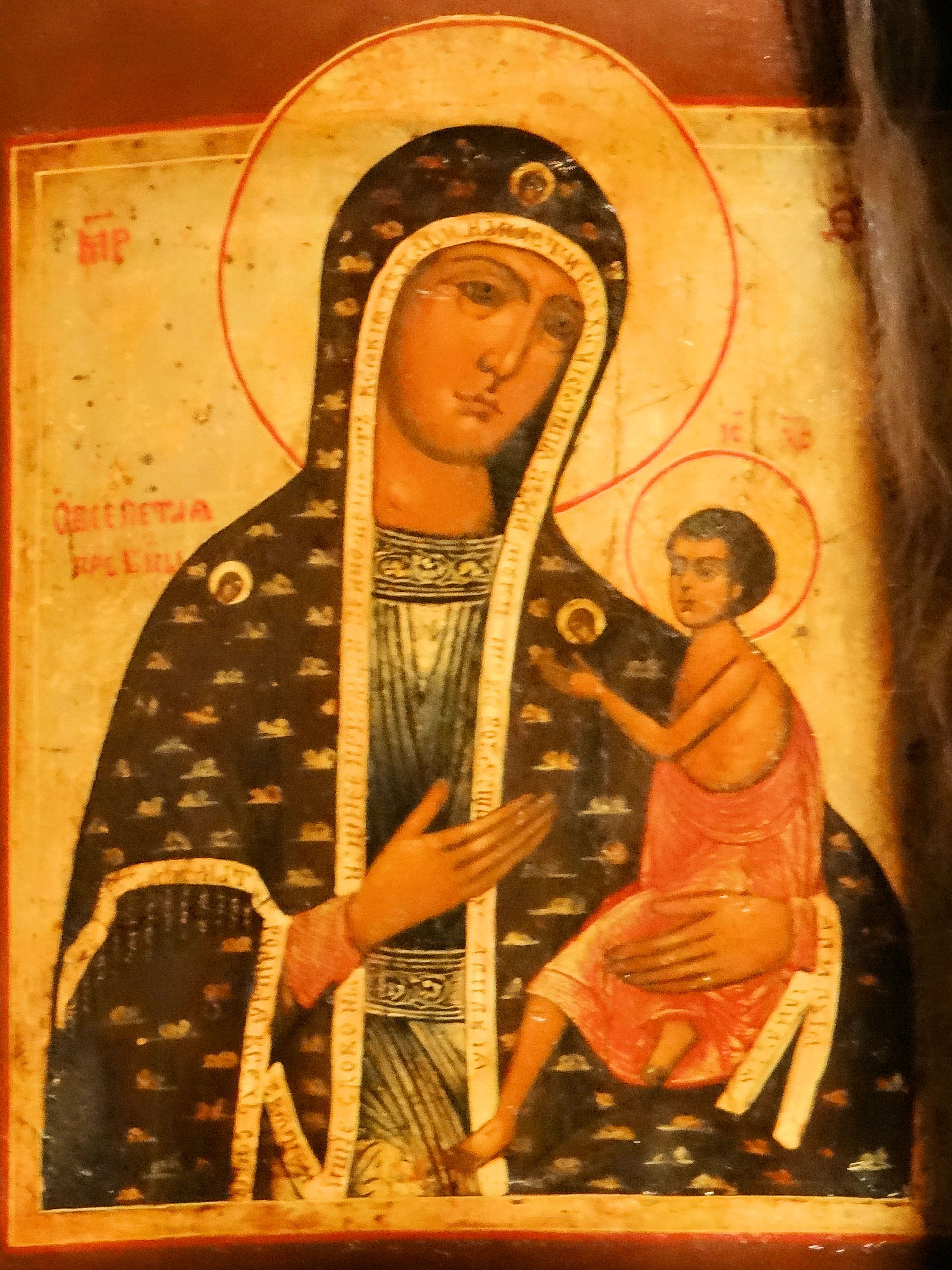
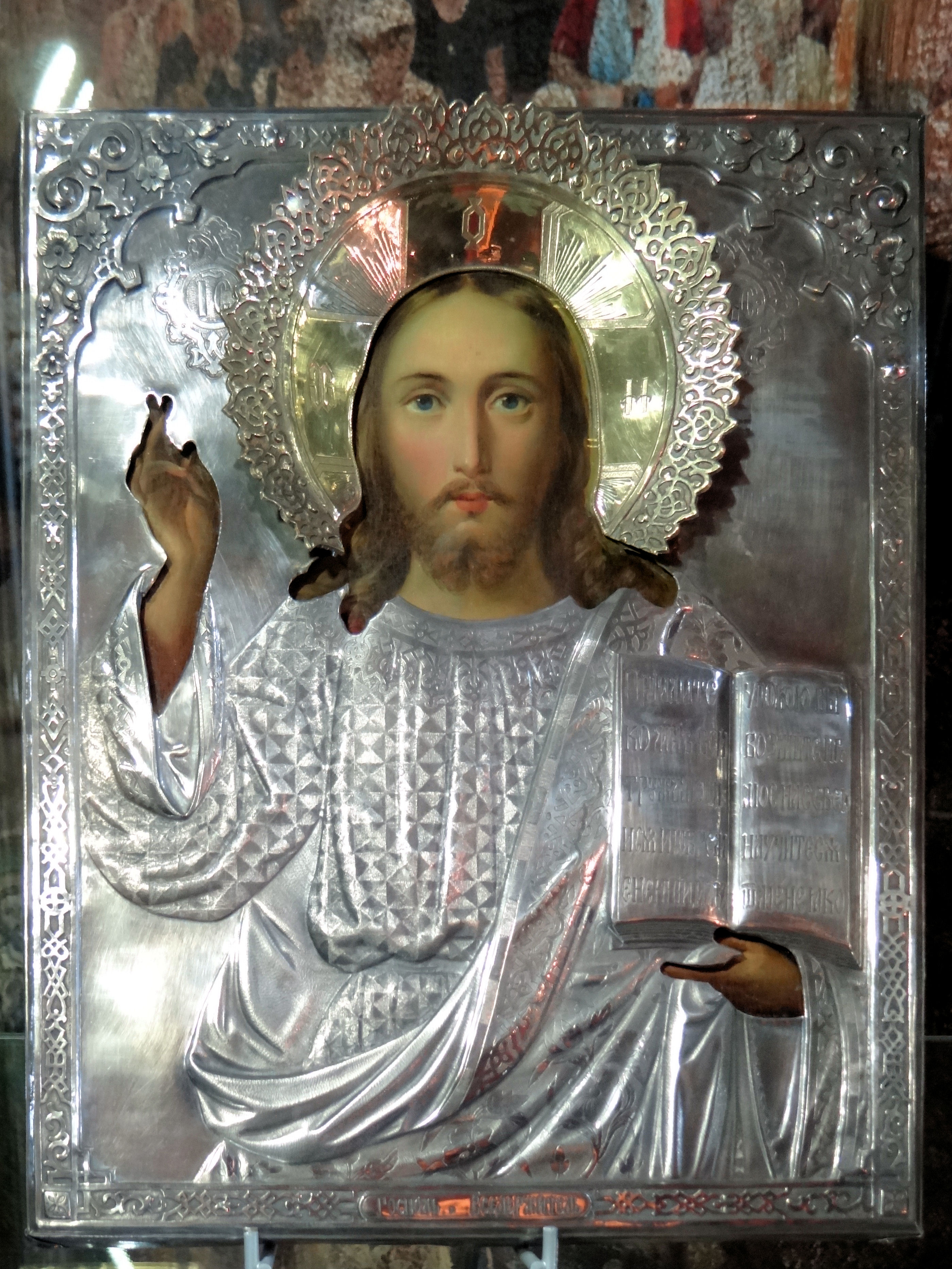
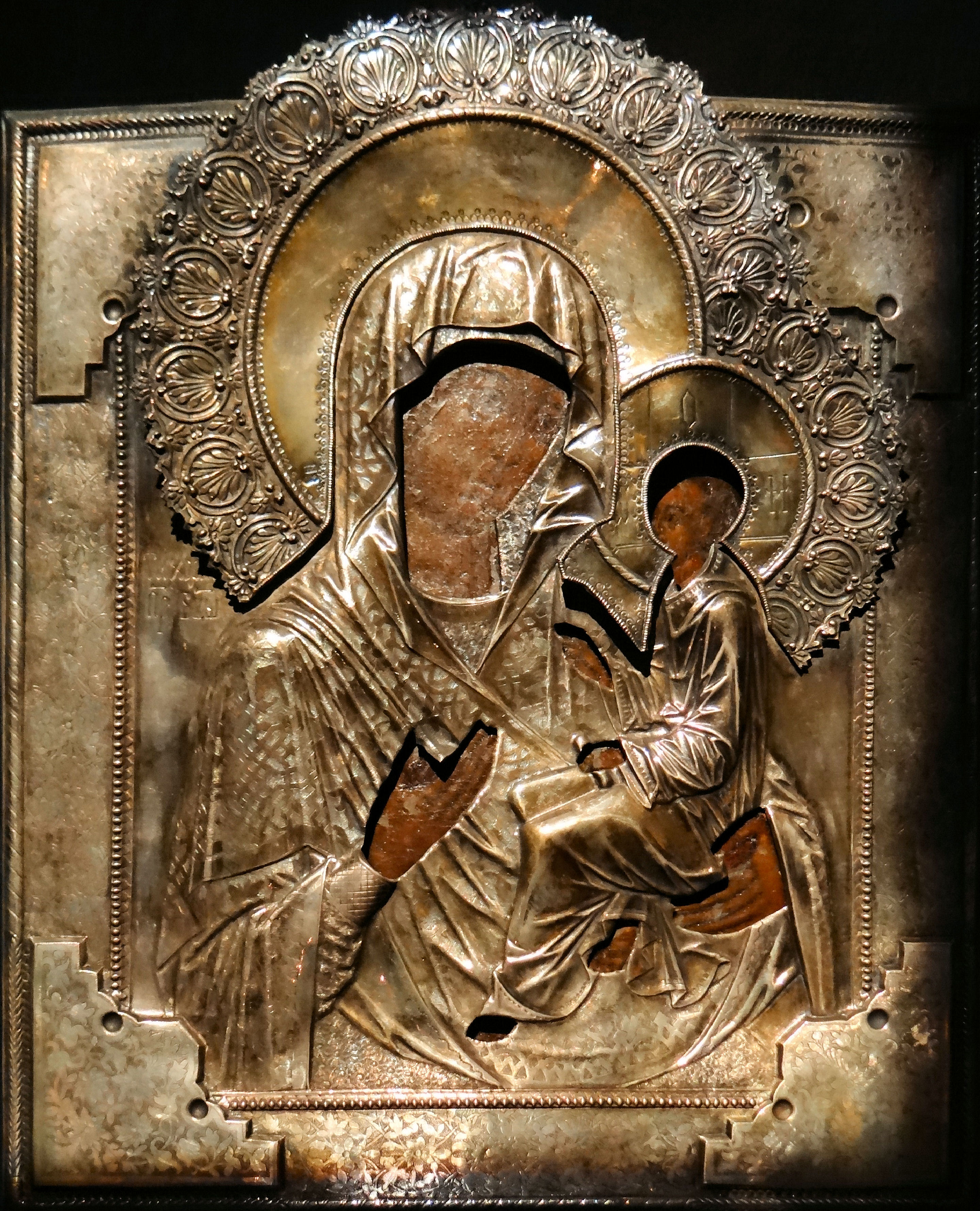
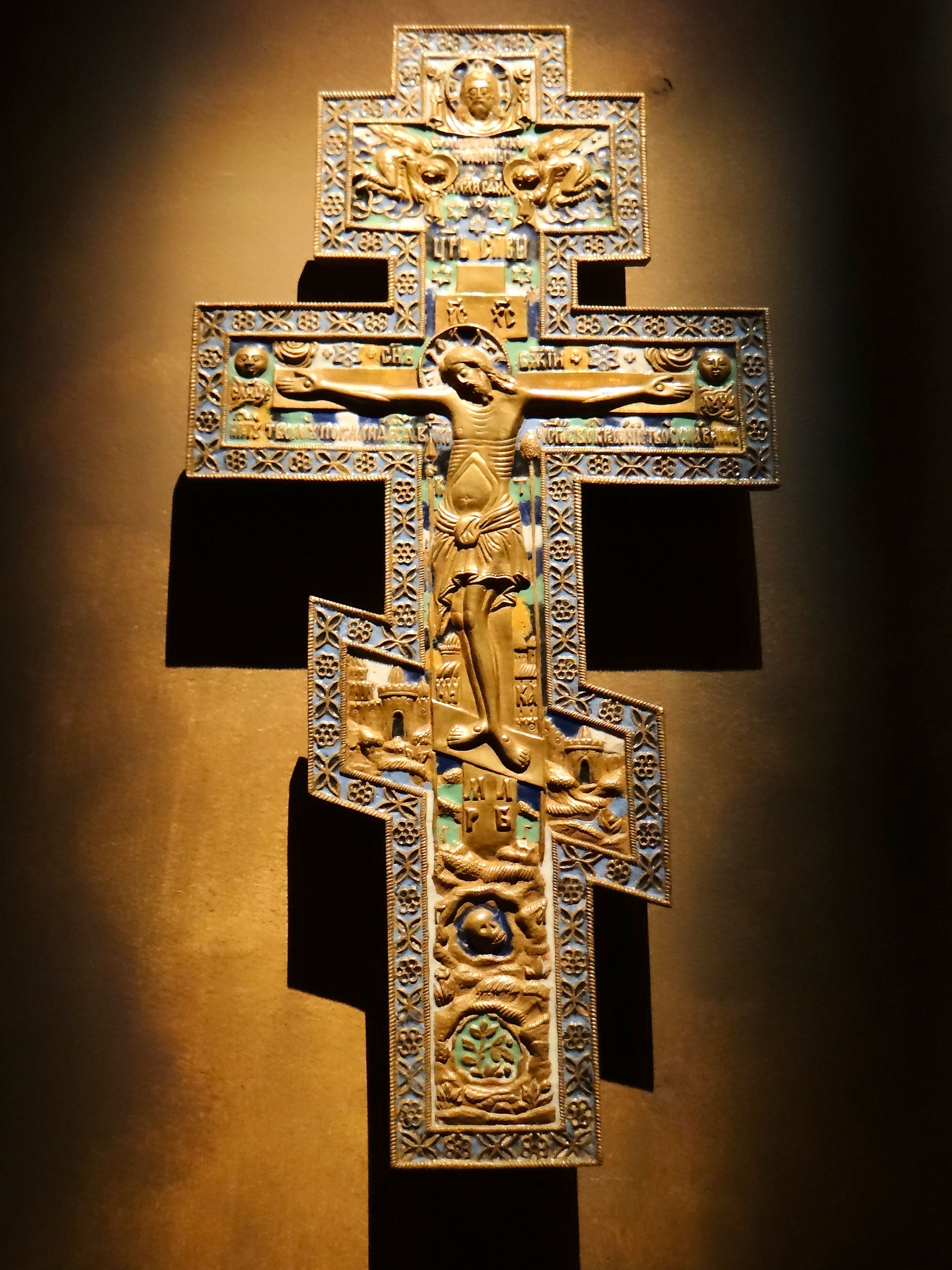
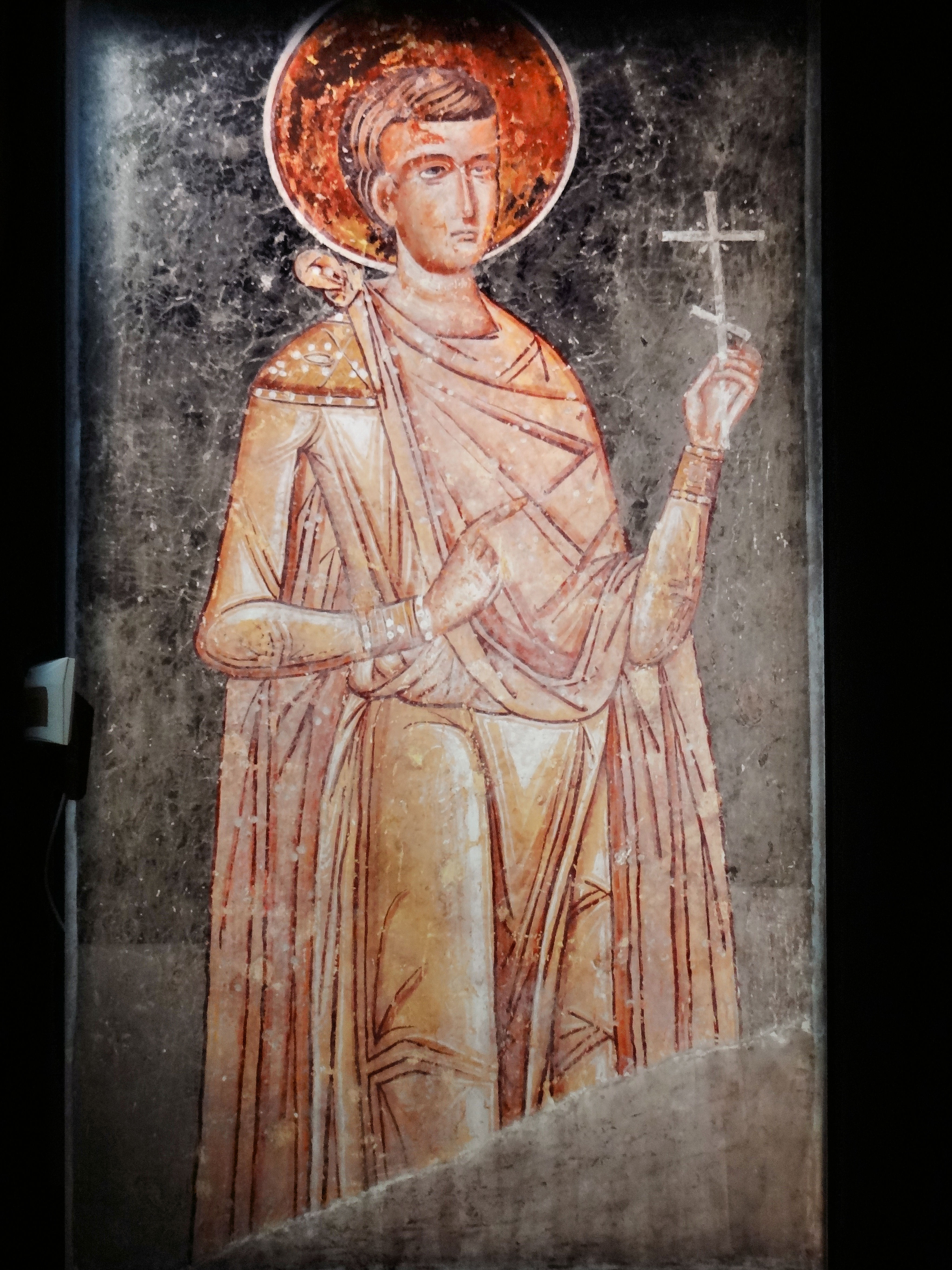